# August Thiele

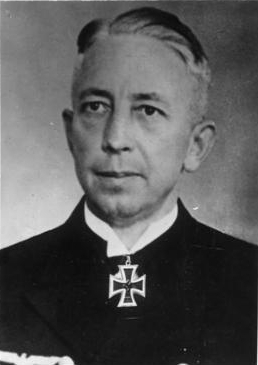
Kapitän zur See August Thiele (Anfang 1941)

August Thiele (* 26. August 1893 in Charlottenburg; † 31. März 1981 in Mölln) war ein deutscher Marineoffizier, zuletzt Vizeadmiral im Zweiten Weltkrieg.

## Leben

### Herkunft
Er war der Sohn des späteren Konteradmirals August Carl Thiele (1852–1912).

### Militärkarriere

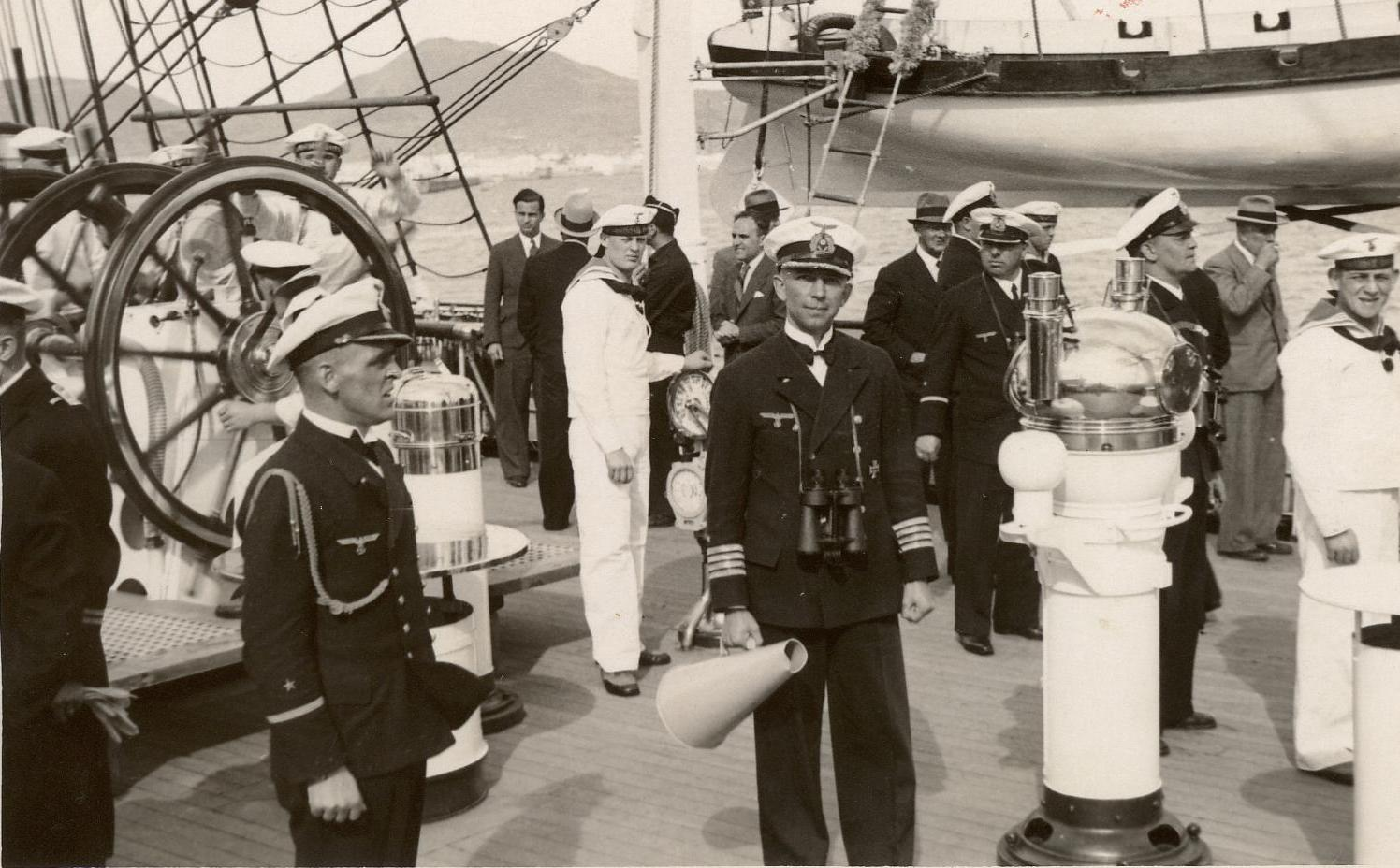
Thiele als Kommandant der Gorch Fock 1936

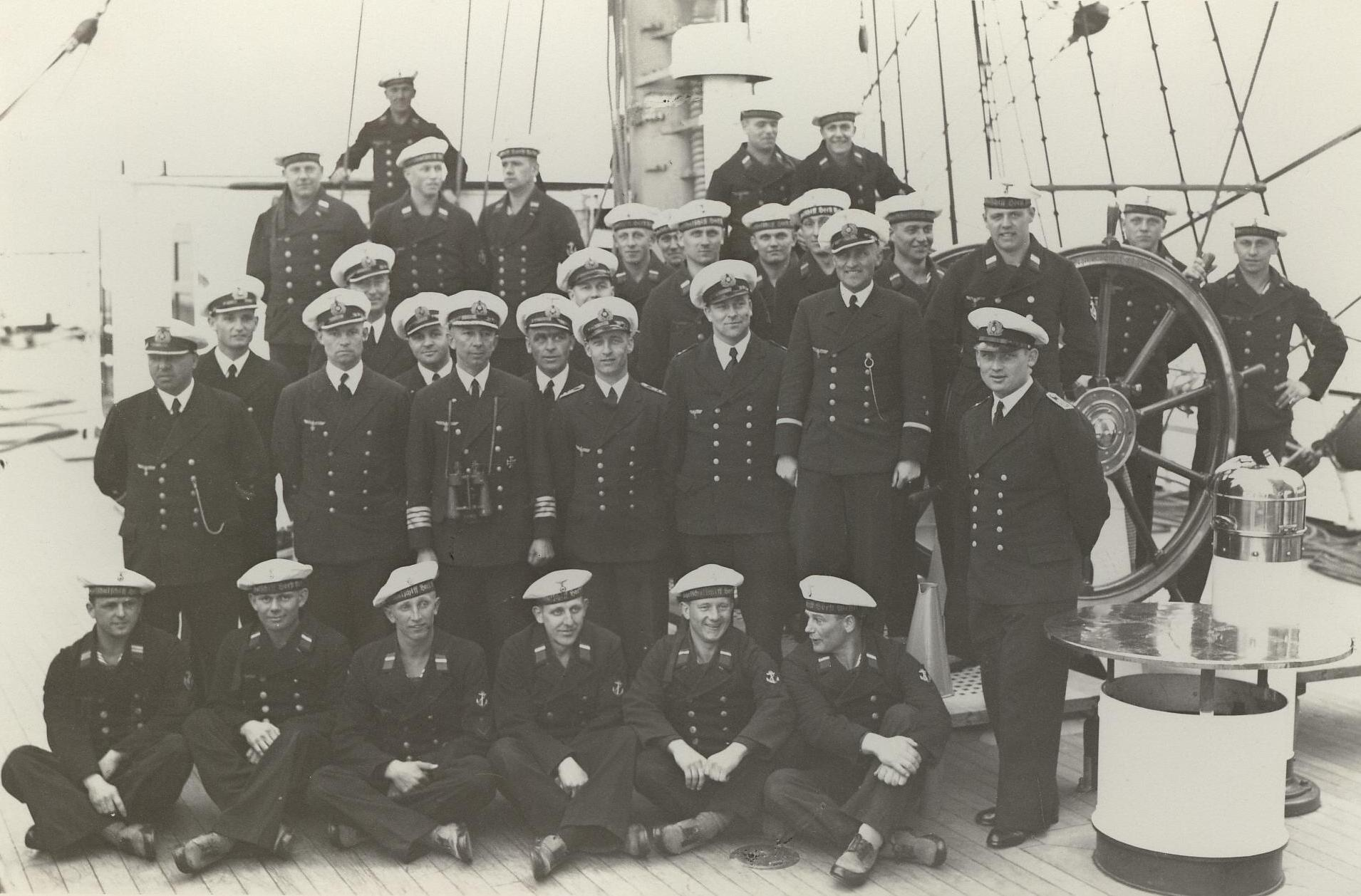
Stammbesatzung mit Kapitän zur See Thiele auf der Horst Wessel

Kapitän zur See Thiele als Kommandant der Horst Wessel (1937 bis 1939)

Thiele trat am 1. April 1912 als Seekadett in die Kaiserliche Marine ein, absolvierte seine Grundausbildung auf dem Großen Kreuzer Vineta und kam an die Marineschule Mürwik. Dort wurde er am 12. April 1913 zum Fähnrich zur See ernannt. Kurz nach Ausbruch des Ersten Weltkriegs erfolgte am 4. August 1914 seine Versetzung auf den Kleinen Kreuzer Gazelle. Vom 23. Januar bis 15. März war er kurzzeitig an Bord des Linienschiffes Preußen, wurde hier am 22. März 1915 zum Leutnant zur See befördert und dann bis 30. November 1916 auf dem Linienschiff Deutschland eingesetzt. Anschließend war Thiele bis 14. August 1917 als Flaggleutnant im Stab des II. Geschwaders. In gleicher Funktion war er bis 24. Januar 1918 im Stab des Befehlshabers des Sicherungsverbandes der westlichen Ostsee und wurde in der Zwischenzeit am 1. Weihnachtsfeiertag 1917 Oberleutnant zur See.

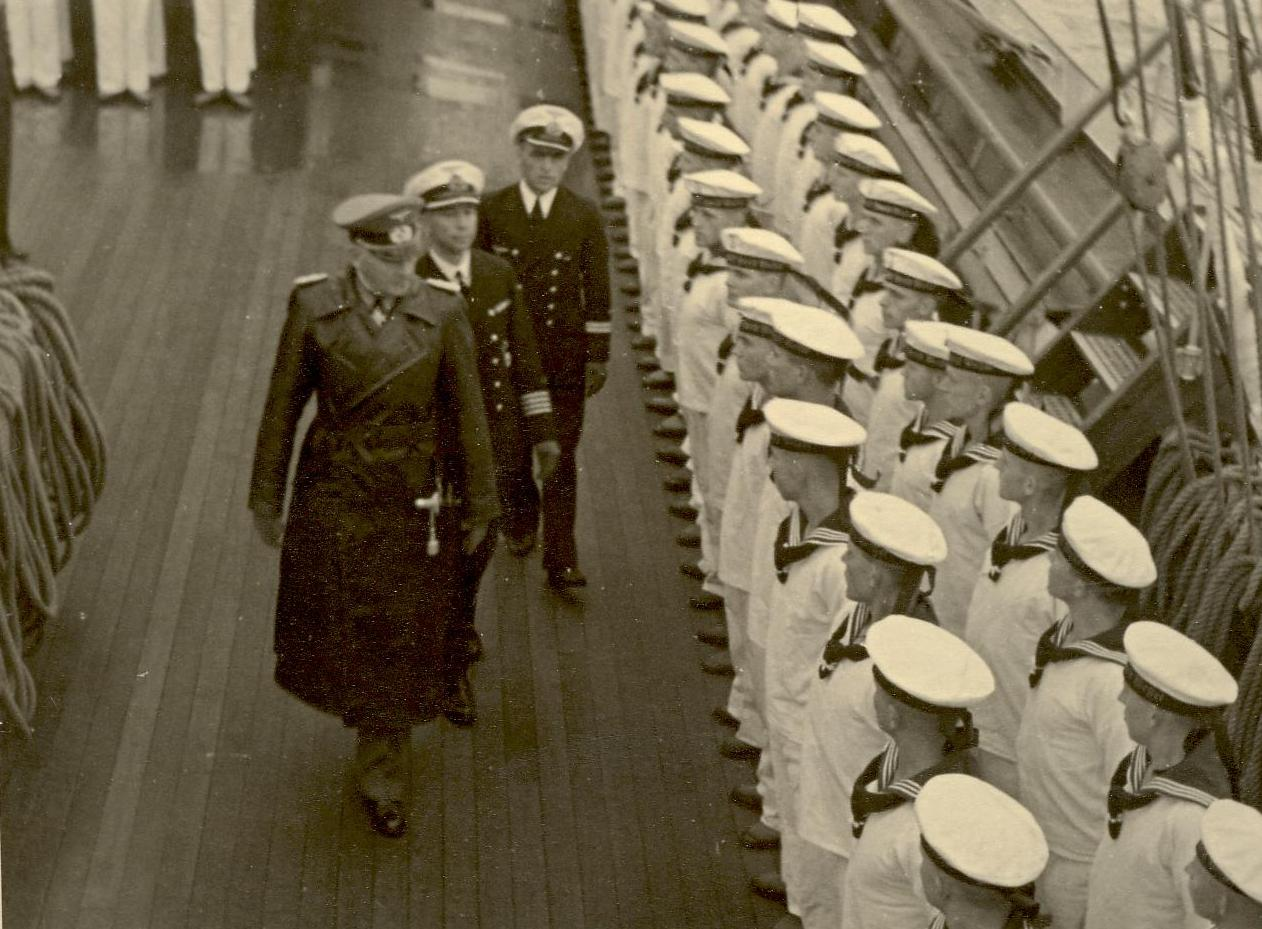
Besuch von Generalfeldmarschall Werner von Blomberg – Kriegsminister – 1937 auf der Horst Wessel mit Kapitän zur See Thiele

Über das Kriegsende hinaus war Thiele bis 15. März 1920 im Stab des Befehlshabers der Sicherung der Ostsee tätig, wurde kurzzeitig zur Verfügung des Führers der Minensuchboote der Ostsee gestellt und bis 30. Mai 1920 als Kommandant des Minensuchbootes M 111 verwendet. Für etwas mehr als zwei Wochen fungierte er als Adjutant der Kommandantur Kiel, wurde am 17. Juni 1920 dem Schiffsstamm des Kleinen Kreuzers Medusa zugeteilt und einen Monat später als Wachoffizier auf dem Schiff eingesetzt. Der Kapitänleutnant (seit 1. Juni 1922) wurde vom 30. September 1922 bis 13. April 1925 zur Dienstleistung zur Marineleitung kommandiert und dann bis 26. September 1928 als Kompanieführer an der Marineschule Mürwik eingesetzt. Für ein Jahr fungierte er als Erster Offizier auf dem Vermessungsschiff Meteor und wurde vom 3. Oktober 1929 bis 2. Juli 1930 zur Verfügung des Chefs der Marineleitung gestellt. Als Navigationsoffizier kam Thiele dann auf den Leichten Kreuzer Emden und wurde kurze Zeit darauf am 1. Oktober 1930 zum Korvettenkapitän befördert. Ab 24. September 1932 war er zwei Jahre lang als Erster Adjutant im Stab der Marinestation der Nordsee tätig. Man stellte ihn zur Verfügung des Chefs der Marinestation der Ostsee und kommandierte ihn auf das Segelschulschiff Deutschland. Am 27. März 1935 übernahm er als Kommandant das Segelschulschiff Gorch Fock, wurde am 1. Oktober 1935 Fregattenkapitän, bevor er in gleicher Funktion bis 27. Januar 1939 das Segelschulschiff Horst Wessel kommandierte. Nachdem Thiele das Schiff verlassen hatte, wurde er bis 29. März 1939 zur Verfügung gestellt, einen Tag später zum Kommandanten der Befestigungen der pommerschen Küste ernannt und am 1. April 1937 zum Kapitän zur See befördert.
Über den Beginn des Zweiten Weltkriegs verblieb Thiele bis 5. Oktober 1939 auf seinem zwischenzeitlich zum Küstenbefehlshaber Pommern umbenannten Posten, wurde dann zur Verfügung des Admirals der Kriegsmarinedienststelle Hamburg gestellt und vom 30. November 1939 bis 18. April 1940 als Kommandant des Schweren Kreuzers Lützow eingesetzt. Nach der Landung deutscher Truppen in Norwegen fungierte er kurzzeitig als Kommandant der Seeverteidigung Trondheim, bevor er dann ab 27. April 1940 zum Admiral der norwegischen Nordküste ernannt und in dieser Funktion am 1. April 1941 zum Konteradmiral befördert wurde. Als Chef des Stabes gehörte Thiele vom 30. Juni 1941 bis 15. Februar 1943 dem Flottenkommando an. Im August/September 1942 war er kurz als Admiral Nordmeer eingesetzt. Ab 16. Februar 1943 war er kurzzeitig Befehlshaber der 1. Kampfgruppe in Nordnorwegen. Am 8. März 1943 war er Befehlshaber des Ausbildungsverbandes der Flotte. Am 1. April 1943 wurde Thiele Vizeadmiral. Als solcher erhielt er am 28. Juli 1944 die Ernennung zum neu aufgestellten Befehlshaber der 2. Kampfgruppe in der Ostsee sowie am 23. März 1945 zum aus dem Befehlshaber der 2. Kampfgruppe hervorgegangenen Befehlshaber der Kampfgruppe Thiele. In beiden Funktionen sollte er mit den ihm unterstellten Schiffseinheiten den Vormarsch der Roten Armee verlangsamen. Kurz vor Kriegsende wurde er am 28. April 1945 zum Kommandierenden Admiral östliche Ostsee ernannt.
Ab 12. Mai 1945 befand Thiele sich in britischer Kriegsgefangenschaft, aus der er am 2. Dezember 1946 entlassen wurde.
Nach der Kriegsgefangenschaft war er zunächst in einem Übersetzungsbüro tätig und ab Januar 1949 Geschäftsführer des Haus- und Grundeigentümervereins Burg auf Fehmarn und Umgebung. 1955 war August Thiele bereits Pensionär.

### Auszeichnungen
- Eisernes Kreuz (1914) II. und I. Klasse[3]
- Preußische Rettungsmedaille am Band[3]
- Hanseatenkreuz Hamburg[3]
- Spange zum Eisernen Kreuz II. und I. Klasse
- Ritterkreuz des Eisernen Kreuzes mit Eichenlaub[4]
  - Ritterkreuz am 18. Januar 1941
  - Eichenlaub am 8. April 1945 (824. Verleihung)
- Deutsches Kreuz in Gold am 9. März 1945[4]